# هیو دالریمپل راس
هیو دالریمپل راس (انگلیسی: Hew Dalrymple Ross؛ ۵ ژوئیه ۱۷۷۹ – ۱۰ دسامبر ۱۸۶۸) فرد نظامی اهل پادشاهی متحد بریتانیای کبیر و ایرلند بود. وی همچنین برندهٔ جوایزی همچون نشان حمام شده‌است.